# 克雷济耶尔
克雷济耶尔（法語：Crézières，法語發音：[kʁezjɛʁ]）是法国德塞夫勒省的一个旧市镇，属于尼奥尔区。2019年，克雷济耶尔与临近的2个市镇并入市镇謝夫布托訥。

## 地理
克雷济耶尔（46°4'58"N, 0°8'13"W）面积4.25 平方千米，位于法国新阿基坦大区德塞夫勒省，该省份为法国西部内陆省份，北起曼恩-卢瓦尔省，西接旺代省，南至夏朗德省和滨海夏朗德省，东临维埃纳省。
与克雷济耶尔接壤的市镇（或旧市镇、城区）包括：欧比涅、拉巴塔耶。

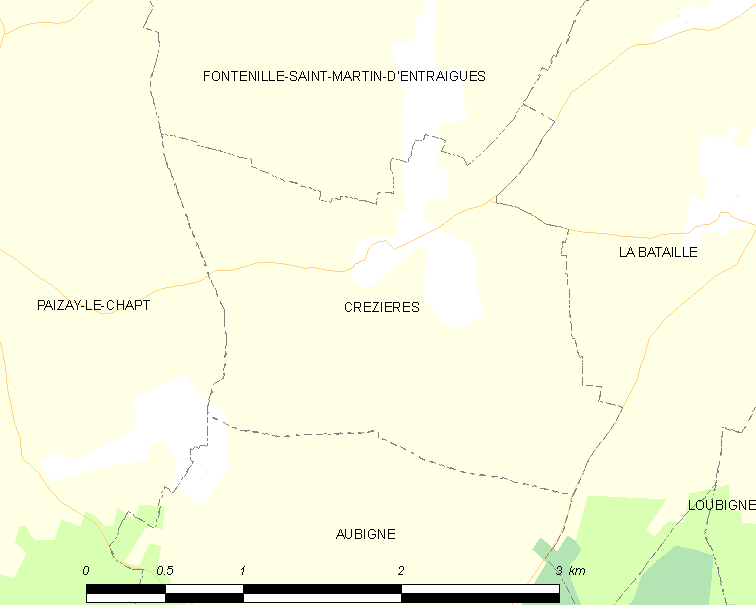
克雷济耶尔的OSM定位图

克雷济耶尔的时区为UTC+01:00、UTC+02:00（夏令时）。

## 行政
克雷济耶尔的邮政编码为79110，INSEE市镇编码为79107。

## 政治
克雷济耶尔所属的省级选区为梅勒县。

## 人口

1962-2008年间克雷济耶尔人口变化图示

克雷济耶尔于2018年1月1日时的人口数量为40人。